# Філіп ван Артевелде
Філіп ван Артевелде (Artevelde, 1340—1382) — син Якоба, керівник міщан Гента; як і батько, очолив міста Фландрії у боротьбі проти Франції; загинув під Розебеком.